# Гаурико, Лука
Лука Гаурико (лат. Lucas Gauricus;  12 марта 1475, Джиффони в Неаполитанском королевстве — 6 марта 1558, Рим) — итальянский астролог, астроном, математик, священник. Благодаря своим точным астрологическим прогнозам, был одним из самых уважаемых астрологов XVI века. Долгое время консультировал семейство Медичи и лично Екатерину Медичи по астрологическим вопросам. Автор ряда работ по астрономии и астрологии, а также популярного сборника гороскопов "Tractatus astrologicus", изданного в 1552 году в Венеции.

## Биография

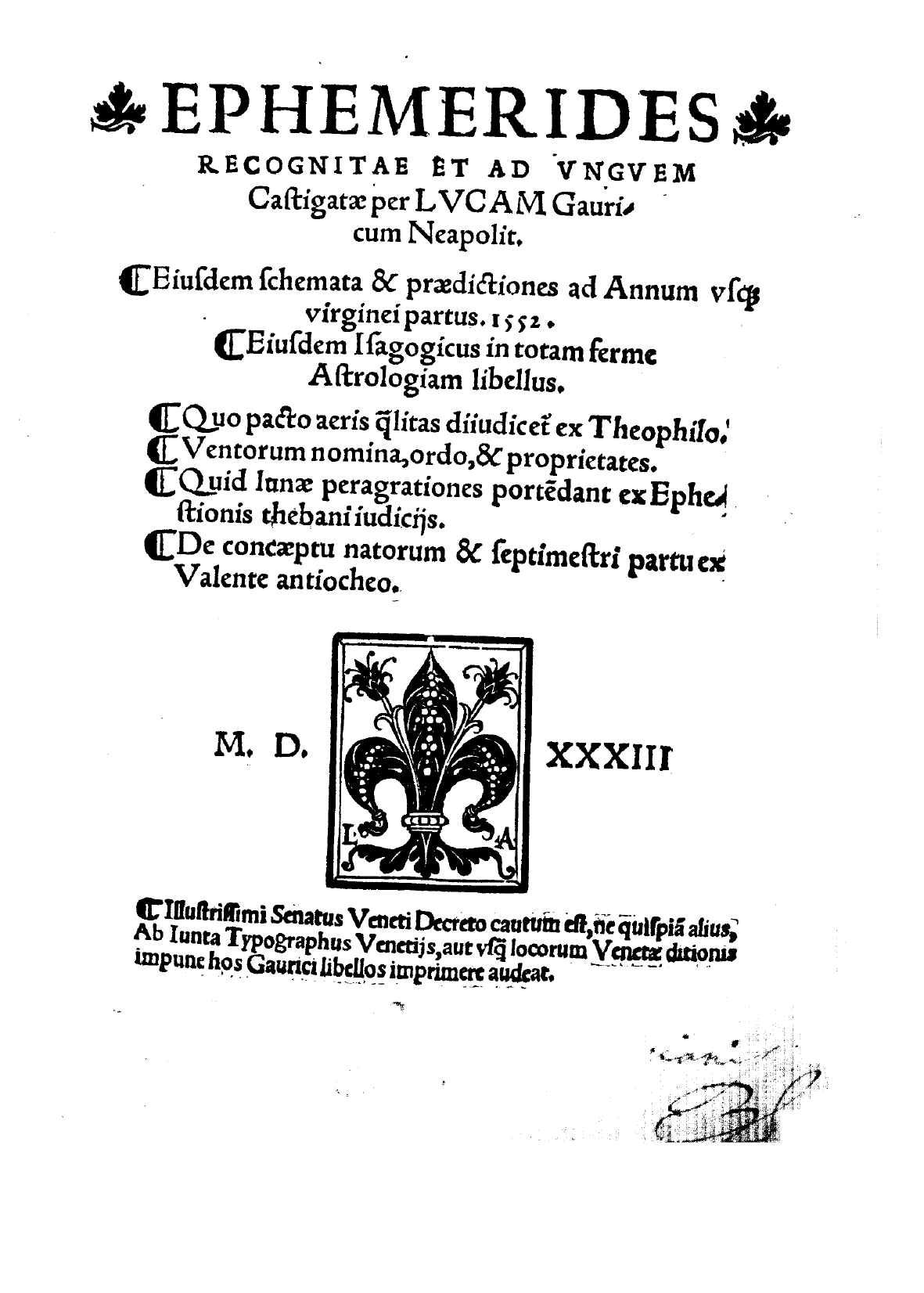
Ephemerides recognitae et ad unguem castigatae, 1533

Родился в бедной семье, в Неаполитанском королевстве. С юности занимался математикой и астрологией.
В 1529 году Лука Гаурико предсказал Алессандро Фарнезе получение сана папы Римского. Когда последний был избран папой под именем Павла III (1534 - 1549), он вызвал Гаурико в Рим, сделав его впоследствии епископом Чивита-Дукале (Капитаната, Неаполитанское королевство).
Долгое время преподавал математику в университетах Италии, а затем сложил с себя сан и снова вернулся в Рим.
Некоторое время Гаурико также жил во Франции и Германии, куда ездил, чтобы познакомиться с Иоганом Фаустом Гёте. Благодаря точно сбывшимся прогнозам, Лука Гаурико приобрёл широкую известность как астролог. В частности, он составил гороскопы для семейства Медичи.
Благодаря сбывшимся предсказаниям Екатерине Медичи, был приглашён ею к королевскому двору, консультировал как астролог при королевских дворах в Италии и Франции, наряду с Мишелем Нострадамусом.
Однако, занятия астрологией также приносили Гаурико и неприятности. В 1506 году он составил гороскоп правителю Болоньи Бентиволио, дав совет без промедления примириться с папой Юлием II, и предупредив о том, что иначе папа изгонит его в этом же году из города и оставит руины от его дворца. Бентиволио, услышав прогноз, пришёл в ярость и подверг астролога четырёхкратной пытке и заключению в тюрьму. Однако, данное предсказание Гаурико скоро в точности исполнилось.

## Предсказания
- Предсказал Джованни Медичи, что он станет главой католической церкви (в 1513 г. тот был возведён на папский престол под именем Льва Х)
- Предсказал Алессандро Фернезе получение сана папы Римского в 1534 году
- Предсказал юной Екатерине Медичи, что она станет королевой Франции
- Предсказал мужу Екатерины Генриху II смерть на турнире от поражения глаза
- Предсказал правителю Болоньи Бентиволио, что в случае, если первый не пойдёт на примирение с папой Юлием II, последний изгонит его из города и уничтожит его дворец

## Наследие

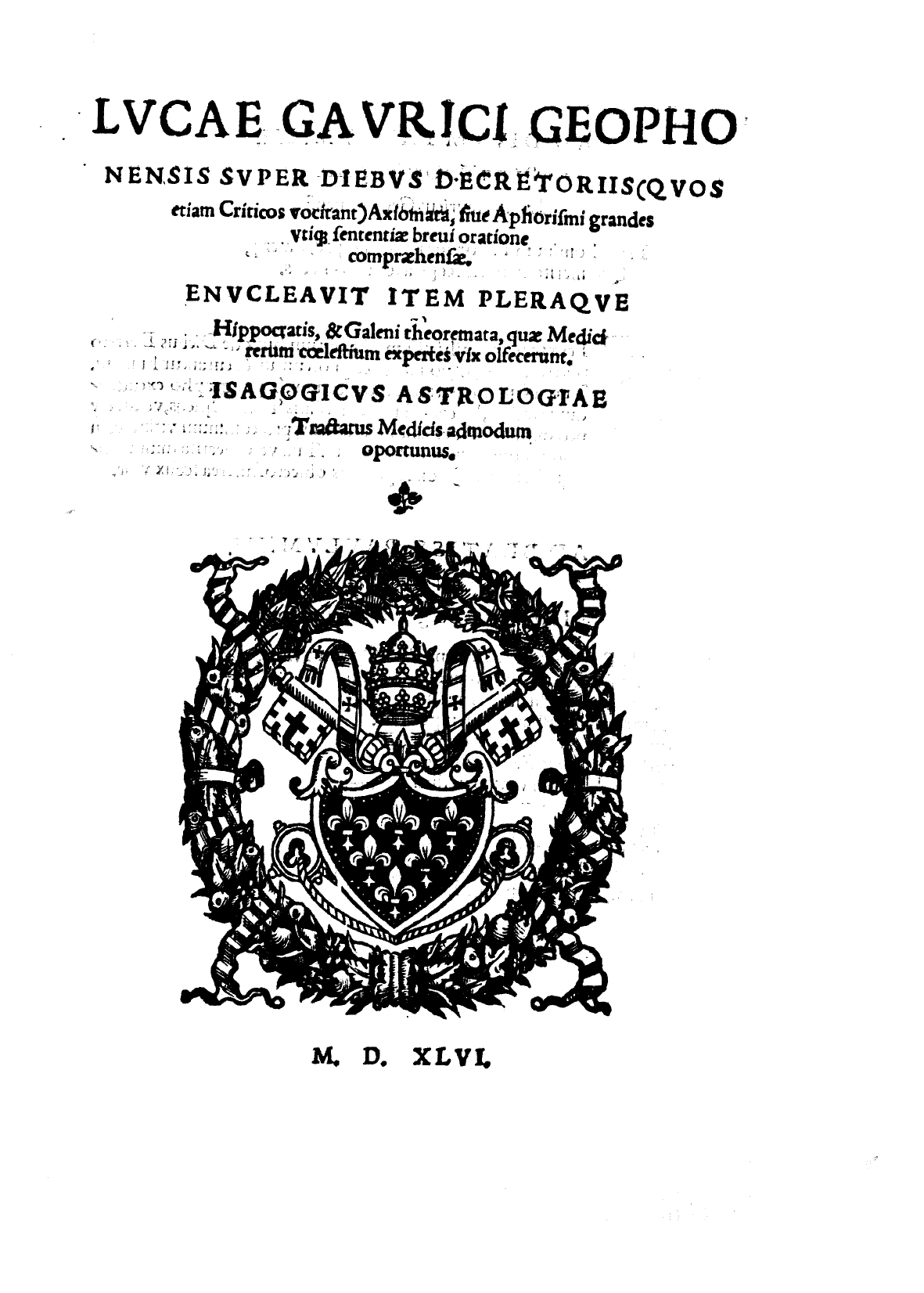
Super diebus decretoriis quos etiam criticos vocitant axiomata, 1546

Гаурико Лука оставил после множество астрологических и астрономических трактатов. В 1539 году вышла книга, в которой он пытался с помощью астрологических методов установить дату распятия и других событий в жизни Иисуса Христа. Другая его книга была посвящена астрологической медицине.
Самым популярным стал трактат "Tractatus astrologicus", изданный в 1552 году в Венеции. Он состоял из 6 сборников гороскопов: 1. гороскопы городов
2. гороскопы римских пап и кардиналов
3. гороскопы королей и принцев
4. гороскопы людей искусства и науки
5. гороскопы умерших насильственной смертью
6. гороскопы карликов, исполинов, человеческих уродов.
К каждому гороскопу прилагалась историческая справка, которая служила доказательством того, что предсказание сбылось. Уже после смерти Гаурико, в 1575 г., в Базеле было издано собрание астрологических сочинений Гаурико в трёх объемистых томах.
Избранные произведения
- De astronomiae inventoribus, utilitate, fructu et laudibus
- Astrologia judicaria de nativitatibus
- Machinae s. sphaerae coelestis totius descriptio
- Stellarum fixarum longitudines et latitudines
- Opera omnia, quae quidem extant, Lucae Gaurici etc., astronomi et astrologi praestantissimi etc. 3 vol. - Basilii, 1575

В честь Гаурико назван лунный кратер Gauricus.